# Saint-Aignan-de-Couptrain
Saint-Aignan-de-Couptrain est une commune française, située dans le département de la Mayenne en région Pays de la Loire, peuplée de 350 habitants.
La commune fait partie de la province historique du Maine, et se situe dans le Bas-Maine dans le pays de Passais.

## Géographie
La commune est au nord-est du Bas-Maine. Son bourg est à 3 km au sud de Couptrain, à 9 km à l'ouest de Pré-en-Pail, à 15 km au nord de Villaines-la-Juhel et à 17 km à l'est de Lassay-les-Châteaux.

### Communes limitrophes
| Neuilly-le-Vendin                                     | Couptrain                               | Saint-Calais-du-Désert                               |
| Javron-les-Chapelles (commune associée des Chapelles) | Saint-Aignan-de-Couptrain               | Pré-en-Pail-Saint-Samson (comm. dél. de Pré-en-Pail) |
| Javron-les-Chapelles                                  | Javron-les-Chapelles, Saint-Cyr-en-Pail | Saint-Cyr-en-Pail                                    |

### Climat
Pour des articles plus généraux, voir Climat des Pays de la Loire et Climat du Val-d'Oise.
En 2010, le climat de la commune est de type climat océanique altéré, selon une étude du CNRS s'appuyant sur une série de données couvrant la période 1971-2000. En 2020, Météo-France publie une typologie des climats de la France métropolitaine dans laquelle la commune est exposée à un climat océanique et est dans la région climatique  Normandie (Cotentin, Orne), caractérisée par une pluviométrie relativement élevée (850 mm/a) et un été frais (15,5 °C) et venté. 
Pour la période 1971-2000, la température annuelle moyenne est de 10,4 °C, avec une amplitude thermique annuelle de 13,7 °C. Le cumul annuel moyen de précipitations est de 839 mm, avec 12,5 jours de précipitations en janvier et 7,3 jours en juillet. Pour la période 1991-2020, la température moyenne annuelle observée sur la station météorologique de Météo-France la plus proche, « Le Horps », sur la commune du Horps à 13 km à vol d'oiseau, est de 11,1 °C et le cumul annuel moyen de précipitations est de 857,1 mm,. La température maximale relevée sur cette station sur la période du 1er juillet 2003 au 2 juin 2025 est de 39,5 °C (en 2019), la température minimale de −12 °C (en 2012) et la hauteur maximale de précipitations en 24 h de 60 mm (en 2021).
Pour afficher une liste d’indicateurs climatiques caractérisant la commune aux horizons 2030, 2050 et 2100 et pouvoir ainsi s'adapter aux changements climatiques, entrer son nom dans Climadiag-commune, un site de Météo-France élaboré à partir des nouvelles projections climatiques de référence DRIAS-2020.

## Urbanisme

### Typologie
Au 1er janvier 2024, Saint-Aignan-de-Couptrain est catégorisée commune rurale à habitat dispersé, selon la nouvelle grille communale de densité à sept niveaux définie par l'Insee en 2022.
Elle est située hors unité urbaine et hors attraction des villes,.

### Occupation des sols
L'occupation des sols de la commune, telle qu'elle ressort de la base de données européenne d’occupation biophysique des sols Corine Land Cover (CLC), est marquée par l'importance des territoires agricoles (98,3 % en 2018), en diminution par rapport à 1990 (99,8 %). La répartition détaillée en 2018 est la suivante : 
terres arables (53,2 %), prairies (45,1 %), zones urbanisées (1,7 %). L'évolution de l’occupation des sols de la commune et de ses infrastructures peut être observée sur les différentes représentations cartographiques du territoire : la carte de Cassini (XVIIIe siècle), la carte d'état-major (1820-1866) et les cartes ou photos aériennes de l'IGN pour la période actuelle (1950 à aujourd'hui).

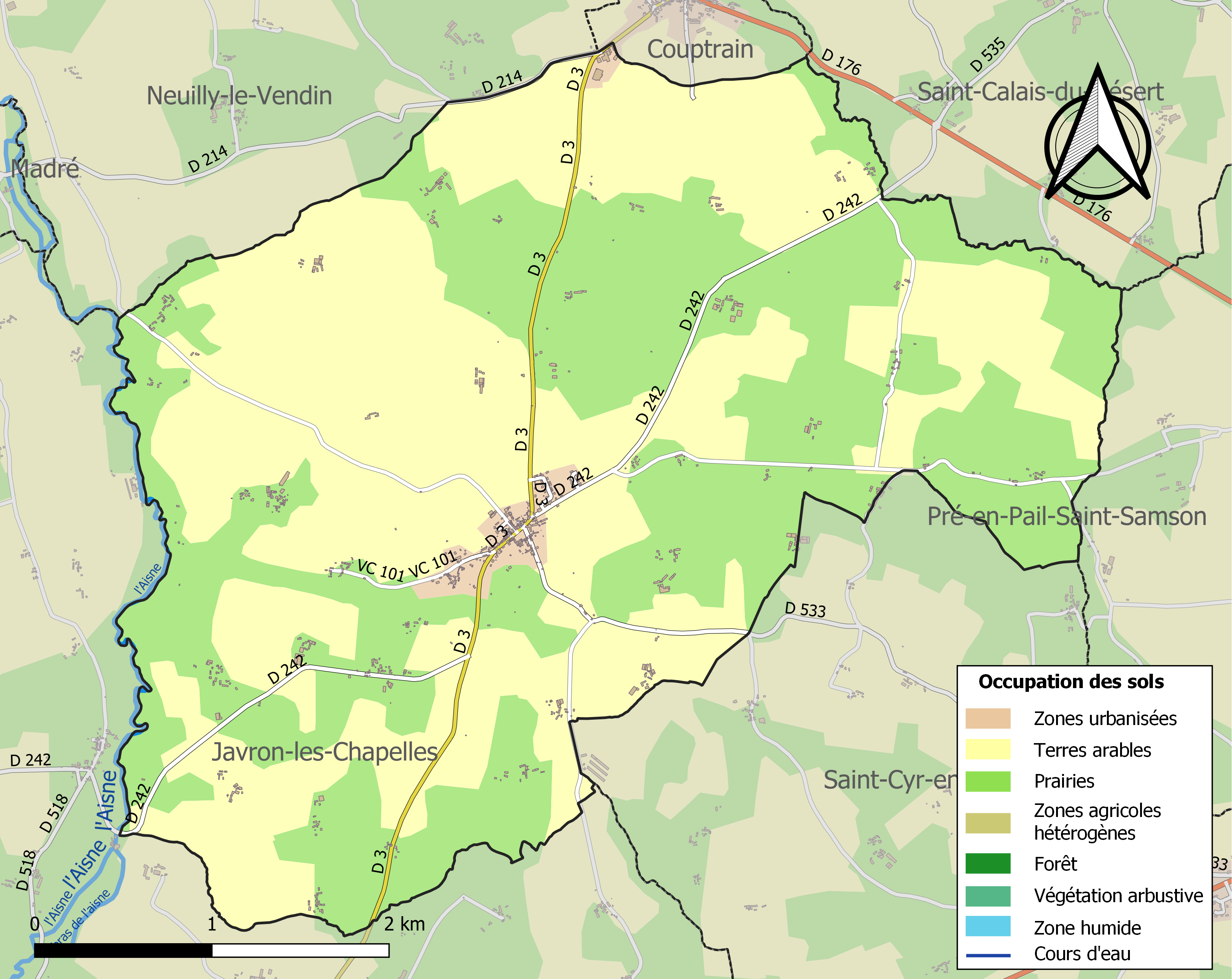
Carte des infrastructures et de l'occupation des sols de la commune en 2018 (CLC).

## Toponymie
La paroisse est dédiée à Aignan d'Orléans, évêque d'Orléans. Le toponyme est adjoint en 1953 du nom du chef-lieu de canton, Couptrain.
Le gentilé est Saint-Aignanais.

## Histoire

### Moyen âge

#### Haut Moyen Âge
Avant l'an 700, ce site serait déjà mentionné .

#### Période du duché de Normandie et de l'Empire Plantagenêt (911-1204)
Fondation d'un prieuré par Guillaume le Veneur et les moines de l'abbaye Saint-Julien de Tours. En 1120, Juhel de Mayenne confirme ces donations.

## Politique et administration
Le conseil municipal est composé de onze membres dont le maire et deux adjoints.

## Population et société

### Démographie
L'évolution du nombre d'habitants est connue à travers les recensements de la population effectués dans la commune depuis 1793. Pour les communes de moins de 10 000 habitants, une enquête de recensement portant sur toute la population est réalisée tous les cinq ans, les populations de référence des années intermédiaires étant quant à elles estimées par interpolation ou extrapolation. Pour la commune, le premier recensement exhaustif entrant dans le cadre du nouveau dispositif a été réalisé en 2005.
En 2022, la commune comptait 350 habitants, en évolution de −6,42 % par rapport à 2016 (Mayenne : −0,73 %, France hors Mayotte : +2,11 %).
Saint-Aignan a compté jusqu'à 1 321 habitants en 1851.
| 1793  | 1800 | 1806  | 1821  | 1831  | 1836  | 1841  | 1846  | 1851  |
| ----- | ---- | ----- | ----- | ----- | ----- | ----- | ----- | ----- |
| 1 091 | 996  | 1 083 | 1 211 | 1 192 | 1 195 | 1 201 | 1 132 | 1 321 |

| 1856  | 1861  | 1866  | 1872 | 1876  | 1881  | 1886  | 1891 | 1896 |
| ----- | ----- | ----- | ---- | ----- | ----- | ----- | ---- | ---- |
| 1 204 | 1 119 | 1 031 | 987  | 1 001 | 1 005 | 1 001 | 954  | 895  |

| 1901 | 1906 | 1911 | 1921 | 1926 | 1931 | 1936 | 1946 | 1954 |
| ---- | ---- | ---- | ---- | ---- | ---- | ---- | ---- | ---- |
| 857  | 846  | 832  | 748  | 703  | 660  | 651  | 611  | 591  |

| 1962 | 1968 | 1975 | 1982 | 1990 | 1999 | 2005 | 2006 | 2010 |
| ---- | ---- | ---- | ---- | ---- | ---- | ---- | ---- | ---- |
| 523  | 462  | 451  | 429  | 393  | 360  | 374  | 375  | 390  |

| 2015 | 2020 | 2022 | - | - | - | - | - | - |
| ---- | ---- | ---- | - | - | - | - | - | - |
| 373  | 351  | 350  | - | - | - | - | - | - |

### Sports
L'Amicale sportive de Saint-Aignan-de-Couptrain a fait évoluer une équipe de football en division de district.

## Lieux et monuments
- Église Saint-Aignan du XIXe siècle.
- Saint-Aignan-de-Couptrain abrite une partie du site Natura 2000 du « bocage de la forêt de la Monnaie à Javron-les-Chapelles »[27].

## Culture locale et patrimoine

### Lieux et monuments
- Église Saint-Aignan du XIXe siècle.
- Saint-Aignan-de-Couptrain abrite une partie du site Natura 2000 du « bocage de la forêt de la Monnaie à Javron-les-Chapelles »[27].

### Personnalités liées à la commune

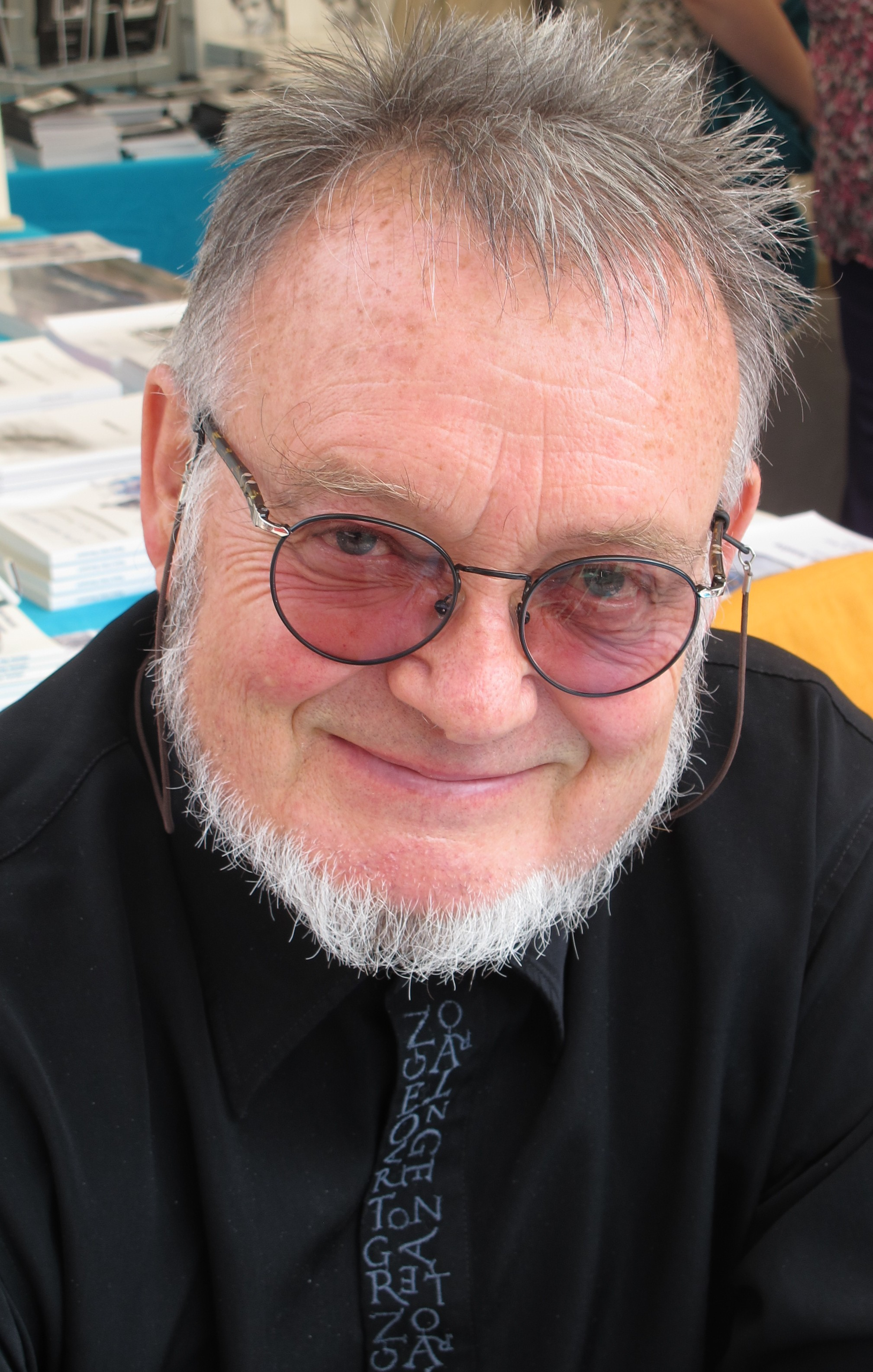
Roland Nadaus au Marché de la Poésie de Paris, par Louis Monier.

Roland Nadaus (né en 1945), poète, romancier, pamphlétaire, nouvelliste et conteur y possède une maison dans laquelle il a écrit la plupart de ses livres. Parmi ceux-ci, plusieurs ont été directement inspirés par les lieux, par exemple : La guerre des taupes, roman, Bocages, poèmes en prose, On meurt même au Sénat, politico-polar et, en 2014: "D'un bocage, l'autre" (Éditions  Henry). Roland Nadaus est chevalier de la Légion d'honneur, officier des Arts et des Lettres, chevalier de l'ordre national du Mérite, officier des Palmes académiques -et il ajoute malicieusement "abonné à l'électricité et au téléphone"… Il collabore à de nombreuses revues francophones et anime une émission de radio sur RCF : Dieu écoute les poètes.

### Héraldique
| Blason de Saint-Aignan-de-Couptrain | Blason  | D’azur, à une fontaine d’argent, accompagnée en chef de deux croix constituées de quatre fers de lance adossés et joints d’or. |
| Blason de Saint-Aignan-de-Couptrain | Détails | L’azur indique la présence de plusieurs cours d’eau dont le Pont Cordon et l’Aisne principalement. Cette couleur rappelle aussi celle de l’ancienne province du Maine à laquelle se rattache Saint-Aignan-de-Couptrain. La fontaine symbolise le miracle de Saint Aignan qui en a fait jaillir une à la sortie du village en plantant son bâton dans la terre. Les croix formées par les pointes de lance sont la représentation de saint Aignan qui a résisté à Attila assiégeant Orléans. Les ornements sont deux gerbes de blé d’or, mises en sautoir par la pointe et liées d’azur afin d’honorer l’activité agricole de la commune. Le listel d’argent porte le nom de la commune en caractères majuscules de sable. La couronne de tours dit que l’écu est celui d’une commune ; elle n’a rien à voir avec des fortifications. Le statut officiel du blason reste à déterminer. |